# Подольское (Тверская область)
Подольское — деревня в Весьегонском муниципальном округе Тверской области.

## География
Деревня находится в северо-восточной части Тверской области на расстоянии приблизительно 24 км на юг-юго-восток по прямой от районного центра города Весьегонск.

## История
Известна с 1646 года как деревня стольника Василия Григорьевича Нечаева. Дворов было 6 (1859 год), 13 (1889), 20 (1963), 9 (1993), 7 (2008),,. До 2019 года входила в состав Романовского сельского поселения до упразднения последнего.

## Население
Численность населения: 52 (1859), 47 (1889), 60 (1963), 13 (1993), 11 (2020),, 16 (100 % русские) в 2002 году, 9 в 2010.